# Putah Creek
Putah Creek est une rivière du nord de la Californie longue de 137 km qui coule des monts Mayacamas vers la vallée de Sacramento.

## Source de la traduction
- (en) Cet article est partiellement ou en totalité issu de l’article de Wikipédia en anglais intitulé « Putah Creek » (voir la liste des auteurs).